# Vladimir Maksimov
Vladimir Salmanovich Maksimov (em russo: Владимир Салманович Максимов: Kant (Quirguistão), 14 de outubro de 1946) é um ex-handebolista e treinador russo, campeão olímpico.
Vladimir Maksimov fez parte do elenco campeão olímpico de handebol nas Olimpíadas de Montreal de 1976, e prata em Moscou 1980.